# Renault Clio Rally3
La Renault Clio Rally3 è una versione da competizione della quinta serie della Renault Clio, sviluppata dalla Renault Sport, appositamente per competere nel Campionato del mondo rally nelle serie WRC-3. La vettura ha iniziato a gareggiare nelle competizioni internazionali a partire dal 2023.

## Storia
Sviluppata e costruita da Virage Group, in collaborazione con Renault Sport Racing, secondo i regolamenti del Gruppo Rally3 e la normativa FIA Rally Pyramid, ha debuttato in gara nel 2023.
La vettura, presentata il 15 gennaio 2023, è stata portata all'esordio al Rally Terres de Casses. L'auto ha fatto il suo debutto nel WRC al Rally di Finlandia 2023 con al volante Zoltan Laszlo.

## Vittorie nei rally

### WRC3
| N° | Stagione | Evento                                    | Pilota              | Co-pilota          |
| -- | -------- | ----------------------------------------- | ------------------- | ------------------ |
| 1  | 2024     | Tet Rally Latvia 2024                     | Joosep Ralf Nõgene  | Aleks Lesk         |
| 2  | 2024     | 2° Central European Rally                 | Mattéo Chatillon    | Maxence Cornuau    |
| 3  | 2025     | 93° Rallye Automobile Monte-Carlo         | Arthur Pelamourgues | Bastien Pouget     |
| 4  | 2025     | 49° Rally Islas Canarias - Rally of Spain | Mattéo Chatillon    | Maxence Cornuau    |
| 5  | 2025     | 15° Delfi Rally Estonia                   | Takumi Matsushita   | Ville Mannisenmäki |